# Sevier County, Tennessee
Sevier County är ett administrativt område i delstaten Tennessee, USA, med 89 889 invånare. Den administrativa huvudorten (county seat) är Sevierville. Countyt har fått sitt namn efter guvernör John Sevier.
Del av Great Smoky Mountains nationalpark ligger i countyt. 

## Geografi
Enligt United States Census Bureau har countyt en total area på 1 548 km². 1 534 km² av den arean är land och 14 km² är vatten.

### Angränsande countyn
- Jefferson County - norr
- Cocke County - öster
- Haywood County, North Carolina - sydost
- Swain County, North Carolina - söder
- Blount County - väster
- Knox County - nordväst

### Orter
- Fairgarden
- Gatlinburg
- Pigeon Forge
- Pittman Center
- Sevierville (huvudort)
- Seymour (delvis i Blount County)